# 中高年のためのらくらくパソコン塾
中高年のためのらくらくパソコン塾（ちゅうこうねんのためのらくらくパソコンじゅく）は、2010年3月30日から2011年3月22日まで、NHK教育テレビジョンで、毎週火曜日の22:00 - 22:25（JST）に放送された教養番組である。

## 概要
2009年度まで放送された『趣味悠々』でも、毎週火曜日はパーソナルコンピュータの使い方・楽しみ方を様々な角度から紹介するシリーズを続けたが、それが曜日ごとの単独番組となった2010年度も引き継いで放送することになり、3ヶ月ごとにテーマを決めて、その使い方・楽しみ方をわかりやすく伝授する内容になっている。
第1シリーズの「もう怖くない ゼロから始める!インターネット」はDVD化されている。
2011年3月15日は、同年3月11日に発生した東北地方太平洋沖地震発生による安否情報・生活情報の特別番組編成のため休止、本来この再放送の予定であった3月22日の13:05 - 13:30に本放送扱いとして放送、再放送も3月27日の23:00 - 23:25に変更して放送した。
番組は上記の通り、2011年3月22日で終了。同年3月29日からの同時間帯は、歴史番組の『さかのぼり日本史』となるが、2011年度も『趣味悠々』からの流れで、パーソナルコンピュータの使い方・楽しみ方に加え、放送期間中に東北被災3県以外で実施された、地デジ完全移行に伴う地デジの楽しみ方や、一眼レフ、タブレット端末やスマートフォンなどのデジタル機器の使い方も紹介してゆく『中高年のためのらくらくデジタル塾』としてリニューアル、放送時間も30分繰り上がり21:30 - 21:55に放送された。

## 内容
1. （2010年4 - 6月）「もう怖くない ゼロからはじめる!インターネット」
パソコン購入のポイントや、インターネット、電子メールの使いこなし方を解説する。
2. （2010年7 - 9月）「デジタル写真で楽しさ100倍! ゼロからはじめる!ブログ」
デジタルカメラで撮影した写真を活用しながら、ブログの書き方、記事の制作方法を伝授する。
3. （2010年10 - 12月）「デジタル写真で超楽しい! ゼロからはじめる年賀状」
年賀状の製作シーズンに合わせて、デジタルカメラやオリジナルのイラスト・図形を使った楽しい年賀状の作り方を紹介する。
4. （2011年1 - 3月）「音楽・写真で楽しさ広がる!デジタル生活」
1年間の講習の締めとして、パソコンを利用した動画ムービーやオリジナル音楽CDなど、これまで紹介しきれなかった応用技術を習得する。

## 放送時間
※表記はすべて日本時間とする。
本放送
- 火曜日 22:00 - 22:25（教育テレビ）
- 日曜日 1:45 - 2:10（BS2、放送上は土曜日深夜の25:45 - 26:10）

再放送（本放送の翌週）
- 火曜日 13:05 - 13:30（教育テレビ）
- 火曜日 15:00 - 15:25（デジタル教育テレビ023チャンネル、次回予告は放送されず、春・夏・冬休みの時期には、再放送そのものがない場合もある。）

## 出演者
進行・生徒役
- 阿藤快
- 柴田理恵

講師
- 岡嶋裕史（関東学院大学経済学部准教授、第1・3シリーズ）
- 中谷日出（NHK解説委員、第2シリーズ）
- 中村伊知哉（慶応義塾大学教授、第4シリーズ）

ナレーター
- 住友優子